# Duncanopsammia
Duncanopsammia is een geslacht van koralen uit de familie van de Dendrophylliidae.

## Soort
- Duncanopsammia axifuga (Milne Edwards & Haime, 1848)